# Hassan Hassan
Hassan Abdul Kadir Hassan (ar. حسن حسن; ur. 9 marca 1963) – iracki strzelec, olimpijczyk.
Dwukrotnie brał udział w igrzyskach olimpijskich – w Barcelonie i w Atlancie. W swoim pierwszym olimpijskim starcie zajął 28. miejsce w strzelaniu z pistoletu dowolnego z 50 m, w Atlancie wystąpił w pistolecie pneumatycznym z 10 m – uzyskał 44. wynik.
W zawodach międzynarodowych występował głównie w strzelaniu z pistoletu pneumatycznego, w którym osiągał najlepsze wyniki. Jest brązowym medalistą mistrzostw Azji z 1995 roku, ponadto zajął piąte miejsce na mistrzostwach świata w 1989 roku.

## Wyniki olimpijskie
| Igrzyska | Konkurencja                 | Wynik                           | Miejsce     | Źródło |
| -------- | --------------------------- | ------------------------------- | ----------- | ------ |
| IO 1992  | Pistolet dowolny, 50 m      | 550 punktów (91-93-93-92-90-91) | 28T (na 44) | [ 2 ]  |
| IO 1996  | Pistolet pneumatyczny, 10 m | 569 punktów (93-97-93-96-96-94) | 44T (na 50) | [ 3 ]  |